# Brick au clair de lune

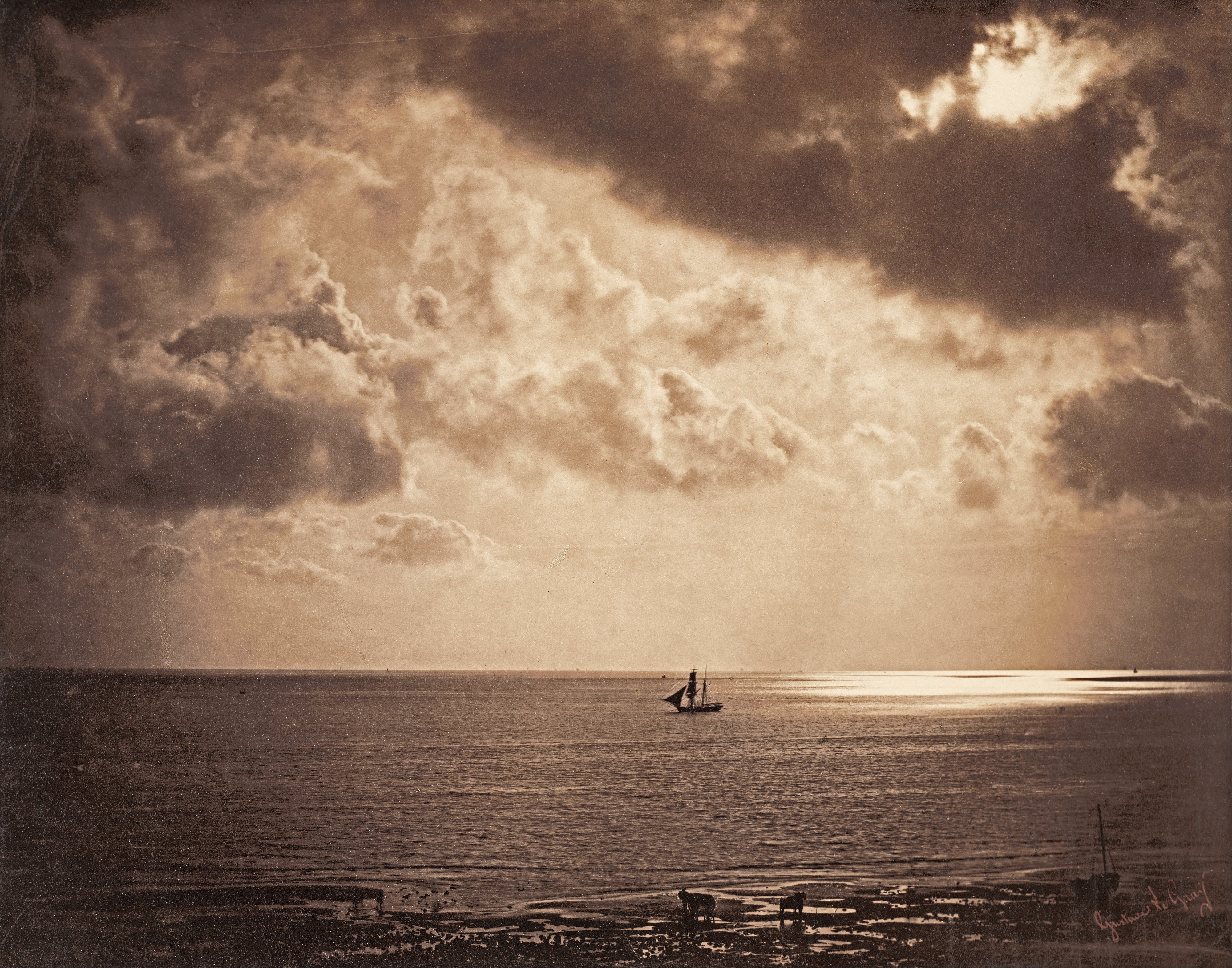
Brick au clair de lune
Tirage sur papier albuminé, (exemplaire du Nelson-Atkins Museum of Art).

Brick au clair de lune est une photographie de Gustave Le Gray prise durant l'été 1856 en Normandie. Tirée sur papier albuminé à partir d'un négatif sur plaque de verre, elle a été présentée en novembre lors d'une réunion de la Photographic Society de Londres, puis exposée en décembre avec un très grand succès (800 commandes à 16 shillings pièce). En janvier de l'année suivante elle a été exposée par la Société française de photographie Boulevard des Capucines à Paris.

## Sources
- (en) Description et critique succincte sur le site du Metropolitan Museum of Art.
- Fiche descriptive sur le site de la BNF.